# Codificação por cento
Codificação por cento, também conhecida como codificação URL, é um mecanismo para codificar informações em um Uniform Resource Identifier (URI) sob certas circunstâncias. Apesar de ser conhecido como codificação URL ele é, de fato, usado com maior frequência dentro do conjunto Uniform Resource Identifier (URI) principal, que inclui o Uniform Resource Locator (URL) e o Uniform Resource Name (URN). Desta forma, ele também é usado na preparação dos dados do tipo de mídia application/x-www-form-urlencoded, uma vez que é frequentemente utilizado no envio de dados de formulário HTTP em requisições HTTP.

## Codificação por cento em um URI

### Tipos de caracteres URI
Os caracteres permitidos em um URI são ou reservados ou não-reservados (ou um caractere por cento como parte de uma codificação por cento). Caracteres reservados são aqueles caracteres que algumas vezes possuem um significado especial. Por exemplo, caracteres barra são usados para separar partes diferentes de um URL (ou mais geralmente, um URI). Caracteres não-reservados não possuem significados especiais. Usando codificação por cento, os caracteres reservados são representados usando sequencias de caracteres especiais. Os conjuntos de caracteres reservados e não-reservados e as circunstâncias sob as quais certos caracteres reservados possuem um significado especial tem mudado sutilmente a cada revisão de especificações que governam os URIs e os esquemas de URI.
| ! | * | ' | ( | ) | ; | : | @ | & | = | + | $ | , | / | ? | # | [ | ] |

| A | B | C | D | E | F | G | H | I | J | K | L | M | N | O | P | Q | R | S | T | U | V | W | X | Y | Z |  |
| a | b | c | d | e | f | g | h | i | j | k | l | m | n | o | p | q | r | s | t | u | v | w | x | y | z |  |
| 0 | 1 | 2 | 3 | 4 | 5 | 6 | 7 |   | 9 | - | _ | . | ~ |   |   |   |   |   |   |   |   |   |   |   |   |  |